# Kiss Alive! 1975–2000
Kiss Alive! 1975–2000 je kolekce live alb skupiny Kiss obsahující předešlé Alive alba plus novinku The Millennium Concert nahranou 31. prosince 1999 v BC Place Stadium ve Vancouveru v Kanadě.

## Seznam skladeb
1. Alive!
2. Alive II s bonusovou skladbou, radio edit verze "Rock and Roll All Nite".
3. Alive III s bonusovou skladbou, live verze "Take it Off".
4. Alive! The Millennium Concert (Představuje Alive IV):

### Alive! The Millennium Concert's track listing
| Pořadí | Název                                       | Autor                        | Hlavní zpěvák            | Délka |
| ------ | ------------------------------------------- | ---------------------------- | ------------------------ | ----- |
| 1.     | Psycho Circus                               | Stanley / Cuomo              | Paul Stanley             | 5:33  |
| 2.     | Shout It Out Loud                           | Stanley / Simmons / Ezrin    | Stanley / Simmons        | 3:16  |
| 3.     | Deuce                                       | Gene Simmons                 | Simmons                  | 3:45  |
| 4.     | Heaven's on Fire                            | Stanley / Child              | Stanley                  | 4:14  |
| 5.     | Into the Void                               | Frehley / Cochran            | Ace Frehley              | 4:25  |
| 6.     | Firehouse                                   | Stanley                      | Stanley                  | 3:59  |
| 7.     | Do You Love Me?                             | Stanley / Ezrin / Fowley     | Stanley                  | 3:54  |
| 8.     | Let Me Go, Rock 'n' Roll                    | Stanley / Simmons            | Simmons                  | 5:16  |
| 9.     | I Love It Loud                              | Simmons / Vinnie Vincent     | Simmons                  | 3:24  |
| 10.    | Lick It Up                                  | Stanley / Vincent            | Stanley                  | 4:39  |
| 11.    | 100,000 Years                               | Stanley / Simmons            | Stanley                  | 5:47  |
| 12.    | Love Gun                                    | Stanley                      | Stanley                  | 4:17  |
| 13.    | Black Diamond                               | Stanley                      | Criss / (intro: Stanley) | 5:28  |
| 14.    | Beth                                        | Criss / Ezrin / Penridge     | Peter Criss              | 2:42  |
| 15.    | Rock and Roll All Nite                      | Stanley / Simmons            | Simmons                  | 5:40  |
| 16.    | 2,000 Man (Pouze pro Best Buy vydání)       | Mick Jagger / Keith Richards | Frehley                  | 5:30  |
| 17.    | God of Thunder (Pouze pro Best Buy vydání)  | Stanley                      | Simmons                  | 4:55  |
| 18.    | Detroit Rock City (Pouze pro ITunes vydání) | Stanley / Bob Ezrin          | Stanley                  | 4:58  |